# 拱墅区
拱墅区是中华人民共和国浙江省杭州市下辖的一个区，是杭州的中心城区之一。区内有小河直街、大兜路、桥西等历史街区，还有信义坊、胜利河等特色街区，以及半山国家森林公园等景区。
拱墅区历史悠久，隋唐起就是杭嘉湖地区的货物集散地，因境内有拱宸桥、湖墅而得名。区人民政府驻拱宸桥街道台州路1号。
2021年2月22日，浙江省人民政府批复同意杭州市拱墅区人民政府驻地由湖墅街道珠儿潭巷10号迁移至拱宸桥街道台州路1号。2021年4月9日，原下城区和原拱墅区撤销，两区的行政区域合并成立新拱墅区，办公地址位于台州路不变。

## 地理位置
拱墅区位于京杭大运河北南端，介于北纬 30°16′～30°24′，东经 120°04′～120°12′之间，为杭州市中心城区之一，曾为杭州市委、市政府所在地，境内拱宸桥和湖堤一字而得名。辖区面积 69.21 平方千米。其中，耕地 1.92 平方千米，林地 6.57 平方千米，村镇及矿用地 51.54 平方千米，水域及水利设施用地 3.36 平方千米，其他用地 5.82 平方千米。东邻江干区和下城区，西连西湖区，南接西湖区和下城区，北靠余杭区，东西最大距离 12.6 千米，南北最大距离 14.4 千米。

## 自然环境
辖区地势呈东北高西南低。东北部属天目山余脉，自西南向东北绵延10余千米，主要有半山、黄鹤山、青龙山、凉帽山、老虎山等。半山又名皋亭山，主峰海拔283.9米。青龙山，主峰海拔270米。凉帽山主峰海拔279米。老虎山主峰海拔256.4米。
全区最高峰为黄鹤山，主峰海拔319.2米，西南部地势平坦，河道交错。

## 行政区划
自2021年4月起，拱墅区辖18个街道：
| 区划代码  | 区划名称   | 面积 （平方千米） | 邮政编码 | 社区数 | 行政村数 |
| --------- | ---------- | ----------------- | -------- | ------ | -------- |
| 330105001 | 米市巷街道 | 3.75              | 310005   | 7      | 0        |
| 330105002 | 湖墅街道   | 2.75              | 310005   | 7      | 0        |
| 330105003 | 小河街道   | 6.375             | 310015   | 4      | 0        |
| 330105004 | 和睦街道   | 1.18              | 310011   | 4      | 0        |
| 330105005 | 拱宸桥街道 | 4.23              | 310015   | 7      | 0        |
| 330105007 | 大关街道   | 1.43              | 310014   | 8      | 0        |
| 330105008 | 上塘街道   | 13.231            | 310015   | 10     | 0        |
| 330105009 | 祥符街道   | 25.77             | 310011   | 17     | 0        |
| 330105010 | 康桥街道   | 12.8              | 310015   | 13     | 0        |
| 330105011 | 半山街道   | 12.696            | 310022   | 16     | 0        |
| 330105014 | 长庆街道   | 1.39              | 310003   | 6      | 0        |
| 330105013 | 武林街道   | 1.05              | 310003   | 7      | 0        |
| 330105012 | 天水街道   | 1.37              | 310006   | 7      | 0        |
| 330105015 | 潮鸣街道   | 1.98              | 310003   | 9      | 0        |
| 330105016 | 朝晖街道   | 2.71              | 310014   | 12     | 0        |
| 330105017 | 文晖街道   | 5.31              | 310004   | 8      | 0        |
| 330105018 | 东新街道   | 12.25             | 310004   | 15     | 0        |
| 330105019 | 石桥街道   | 9.73              | 310022   | 8      | 0        |

## 人口
2022年初根据2021年5‰人口变动抽样调查，年末全区常住人口114.5万人，比上年增加2.3万人。全区户籍人口87.68万人，其中男性42.74万人，女性44.94万人，分别占总人口的48.7%和51.3%。全年出生人口0.67万人，人口出生率7.74‰；死亡人口0.63万人，死亡率7.30‰；人口自然增长率0.45‰。
2020年常驻人口112万。
年龄结构：
0-14岁：大约占 11.3%。
15-59岁：大约占 74.7%，是主要劳动年龄人口。
60岁及以上：大约占 14.0%，老龄化程度略有增加。
全区有145541户，413949人户籍人口。（2020年）
民族以汉族为主，有少数回族、满族、蒙古族、畲族、壮族、布依族、朝鲜族、侗族、瑶族、土家族等。